# 岡野勇
岡野 勇（おかの いさむ）は、日本の劇作家、脚本家。

## 作品
- 『ぼうけん!メカラッパ号』　(2000年4月11日から2002年3月までNHK教育テレビで放送されたSF人形劇。)
- 『米加山家大葬儀会場はこちら。』（創像工房・2002年）
- 『旧・日本終焉○劇』（創像工房・2003年）
- 『シャカソンファイブ』（劇団リキマルサンシャイン・2008年）
- 『新宿噂話』（劇団リキマルサンシャイン・2008年）

ゲーム
- キャプテン・ラヴ プレイステーション用アドベンチャーゲーム